# Brochiloricaria
Brochiloricaria – rodzaj słodkowodnych ryb sumokształtnych z rodziny zbrojnikowatych (Loricariidae). Spotykane w hodowlach akwariowych.

## Występowanie
Ameryka Południowa: Nizina La Platy i dorzecze Paragwaju.

## Klasyfikacja
Gatunki zaliczane do tego rodzaju:
- Brochiloricaria chauliodon
- Brochiloricaria macrodon

Gatunkiem typowym jest Brochiloricaria chauliodon.